# إيفان ليبراندي

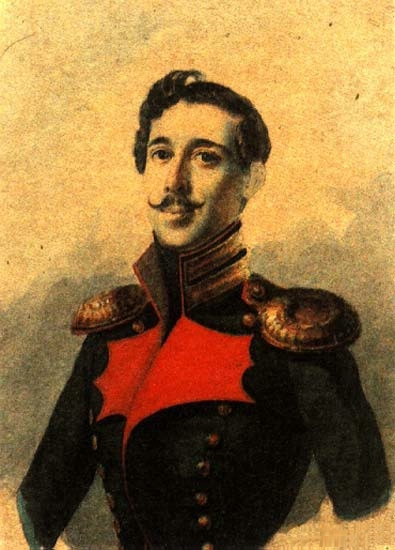
إيفان بتروفيتش ليبراندي.

إيفان بتروفيتش ليبراندي (بالروسية: Иван Петрович Липранди) هو ضابطٌ في المباحث الروسيّة ولواء في الجيش وكاتب مذكّرات، وُلِدَ في 28 يوليو 1790 وتوفّي في 21 مايو 188. وهو الشقيق الأكبر لـِ بافل ليبراندي أحد الضُبّاط المعروفين في حرب القرم.
خلال الحرب الفنلندية والحروب النابليونية بَنى إيفان لنفسه سُمعةً باعتباره مُبارزاً جيّداً وماسونيّاً. وقد أصبَح مُهتماً بالشرطة السريّة بعد انهاء الحرب وشارك فرانسوا فيدوك بعملٍ ميداني. وفي أوائل العشرينيات، خَدَم إيفان في أوديسا تحت الأمير ميخائيل سيميونوفيتش فورونتسوف، مما ساعده على التسلل إلى إمارة الدانوب مع الجواسيس الروس. خلال إقامته في روسيا الجديدة، التقى ألكسندر بوشكين بشكلٍ يومي وكوّن علاقةً جيّدة معه.
بعد ثورة الديسمبريين، تم إلقاء القبض عليه لفترة وجيزة وكان عليه أن يغادر الخدمة العسكرية، فصار بمنصب «مسؤول المهام الخاصّة» في مكتب وزير الداخلية عام 1840، ثم في المكتب الحكومي عام 1856.
لَعِب إيفان دوراً بارزاُ في قمع ما عُرِف بـ رابطة بيتراشيفسكي، فقد قام بمراقبة المجموعة لمدة عام لمصلحة وزير الداخلية آن ذاك ليف بيروفسكي، وفي 20 أبريل 1849 أعطى أسماء أربعة أشخاص متورطون الرابطة، وكلهم تم اعتقالهم.